# 万寿台电视台
万寿台电视台（朝鲜语：／）是的一個國營电视台，1983年开播，只在星期六和星期天播出节目，使用平壤地区地面电视5频道，同时还通过有线电视和IPTV播出。
电视台台标为手写体朝鲜文（万寿台）字样，开播前一分钟反复播放《金正日将军之歌》开头两小节的电子音乐版本3次，每次循環20秒，正式开始播音时以歌曲《在忠诚的道路上前进》（충성의 한길로 가고가리라）作为开台曲；随后播放演奏版《金日成将军之歌》和《金正日将军之歌》（这一点与朝鲜中央电视台相同），之后是节目预告（但并无旁白解说）。
万寿台电视台开播初期，因为担心面向全国播出会使国民思想控制难度加大，朝鲜政府决定该台的收视范围仅为平壤及其附近地区。不过据2018年3月DailyNK报道，朝鲜政府已经向全国所有民众开放该频道，民众只需缴纳约合650元人民币的费用便可收看。
该台节目内容以娱乐节目为主，这和朝鲜中央电视台的风格有所不同，此外万寿台电视台会还播出国外（甚至包括欧美）的电影、卡通等，也会播出国外的时事新闻，而像中央台那样播音员情绪激昂地播报新闻的画面在万寿台很少看到。在平壤该台的人气很高，很受观众欢迎。
| 日期 | 播送时间                             |
| ---- | ------------------------------------ |
| 周六 | 19:00-22:00 （3小时）                |
| 周日 | 10:00-13:00 和 16:00-22:00 （9小时） |

- 平壤时间=UTC+9:00

全国性节日的播出节目时间表和周日相同。